# Притисянський регіональний ландшафтний парк
«Притися́нський» — об'єкт природно-заповідного фону Закарпатської області, регіональний ландшафтний парк. Розташований у межах Ужгородського, Мукачівського, Берегівського та Виноградівського районів Закарпатської області.

## Про парк
Площа 10330,66 га. Створений у 2009 році. Територія парку розташована переважно в межах Закарпатської низовини і простягається вздовж долини річки Тиса. Складається з трьох частин: міждамбовий простір Тиси, пониззя Латориці, де ще збереглися болота і ліси, а також пониззя Боржави.
На цих територіях зосереджено надзвичайно високе біорізноманіття. Найціннішими є заплавні ліси, де збереглося 20 % рідкісних видів Закарпаття. Зокрема в'язові-ясеневі діброви, в яких 10—20 % становлять дерева 120—300 річного віку. Більшість таких лісів перебуває на межі знищення і потребують охорони.
Фауна надзвичайно різноманітна: зафіксовано до 74 % видів ссавців Закарпаття, понад 60 видів денних метеликів, 160 видів водних жуків, 278 видів жуків-турунів, 12 видів земноводних та п'ять видів плазунів. У різні пори року тут трапляються від 158 до 192 видів птахів із 229 видів, які є на Закарпатті. У заплавному комплексі Боржави є третина всіх кажанів України. Згідно з дослідженнями, на територіях парку трапляються окремі види безхребетних, які є тільки в Закарпатській області.
Загалом у заплавних та призаплавних ділянках відзначено більш, ніж 20 % видів, занесених до Червоної книги України, близько 7 % Європейського Червоного списку та 65 % видів, рідкісних для Закарпаття.

## Території ПЗФ у складі РЛП «Притисянський»
Нерідко, оголошенню національного парку або заповідника передує створення одного або кількох об'єктів природно-заповідного фонду місцевого значення. В результаті, великий РЛП фактично поглинає раніше створені ПЗФ. Проте їхній статус зазвичай зберігають.
До складу території регіонального ландшафтного парку «Притисянський» входять такі об'єкти ПЗФ України:
- Заказник загальнодержавного значення «Великодобронський», зоологічний.
- Пам'ятка природи загальнодержавного значення «Атак», ботанічна.
- Заповідне урочище місцевого значення «Боржава».
- Пам'ятка природи місцевого значення «Великій ліс», ботанічна.

## Галерея

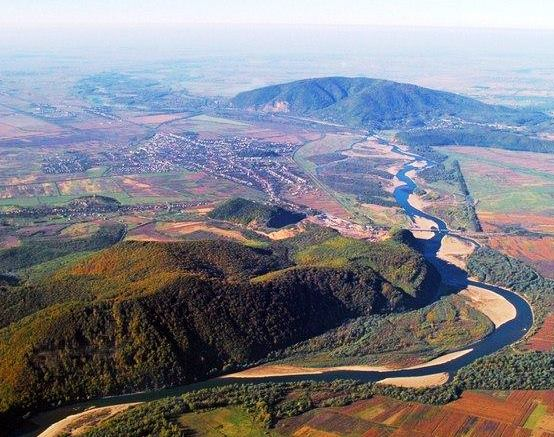
Краєвиди парку з висоти пташиного польоту
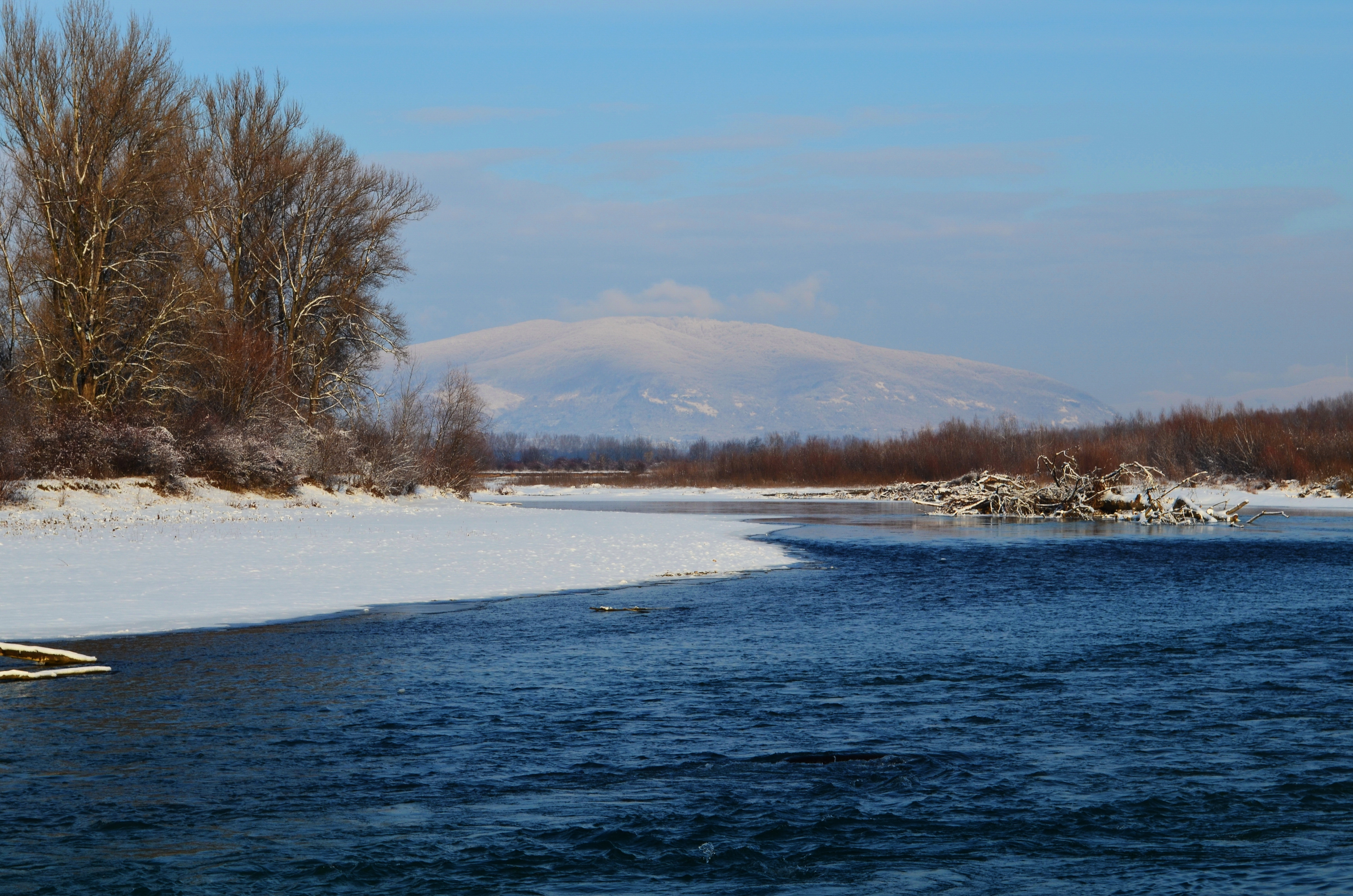
Річка Тиса та Чорна гора позаду взимку
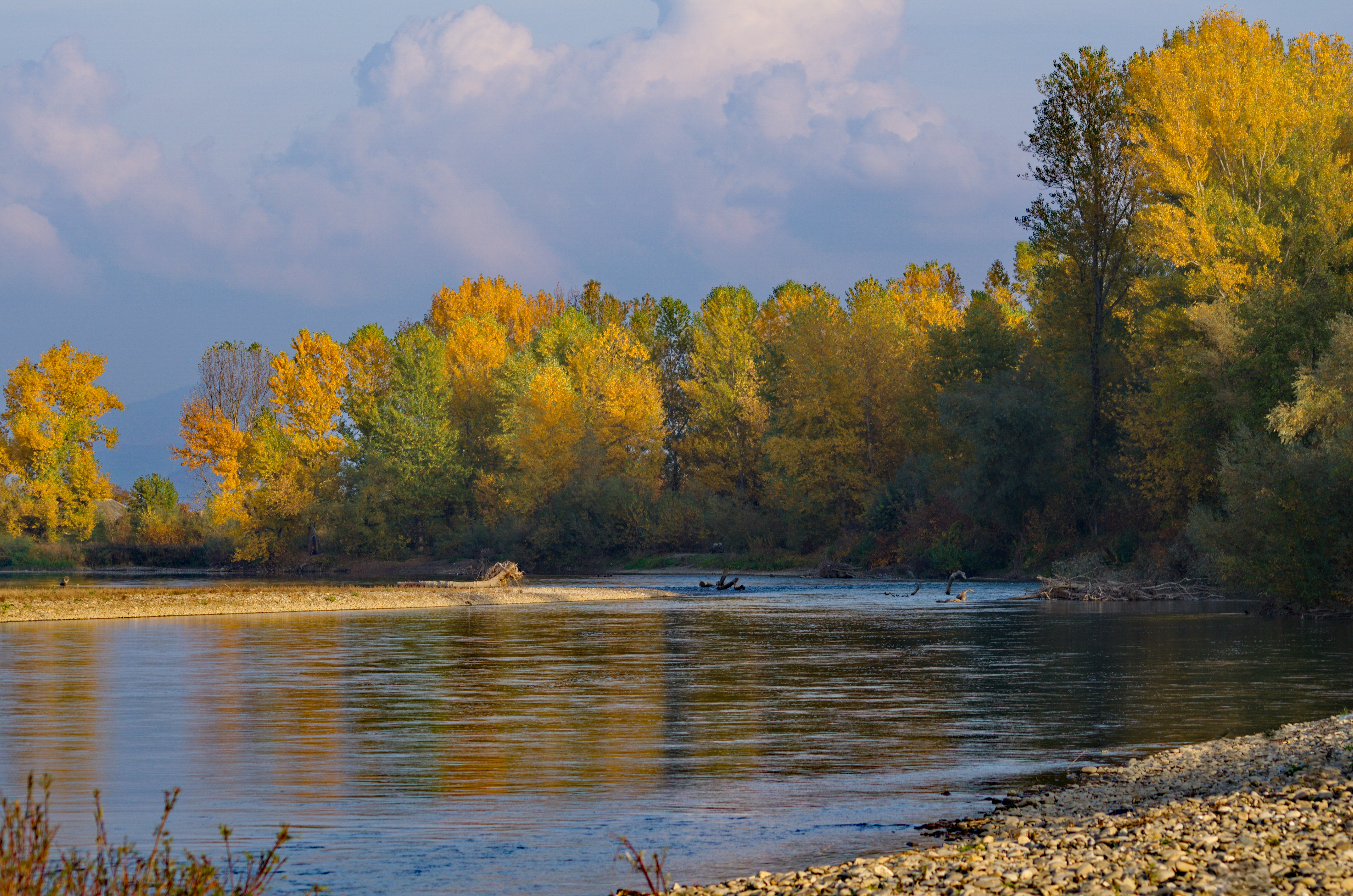
Берег Тиси восени
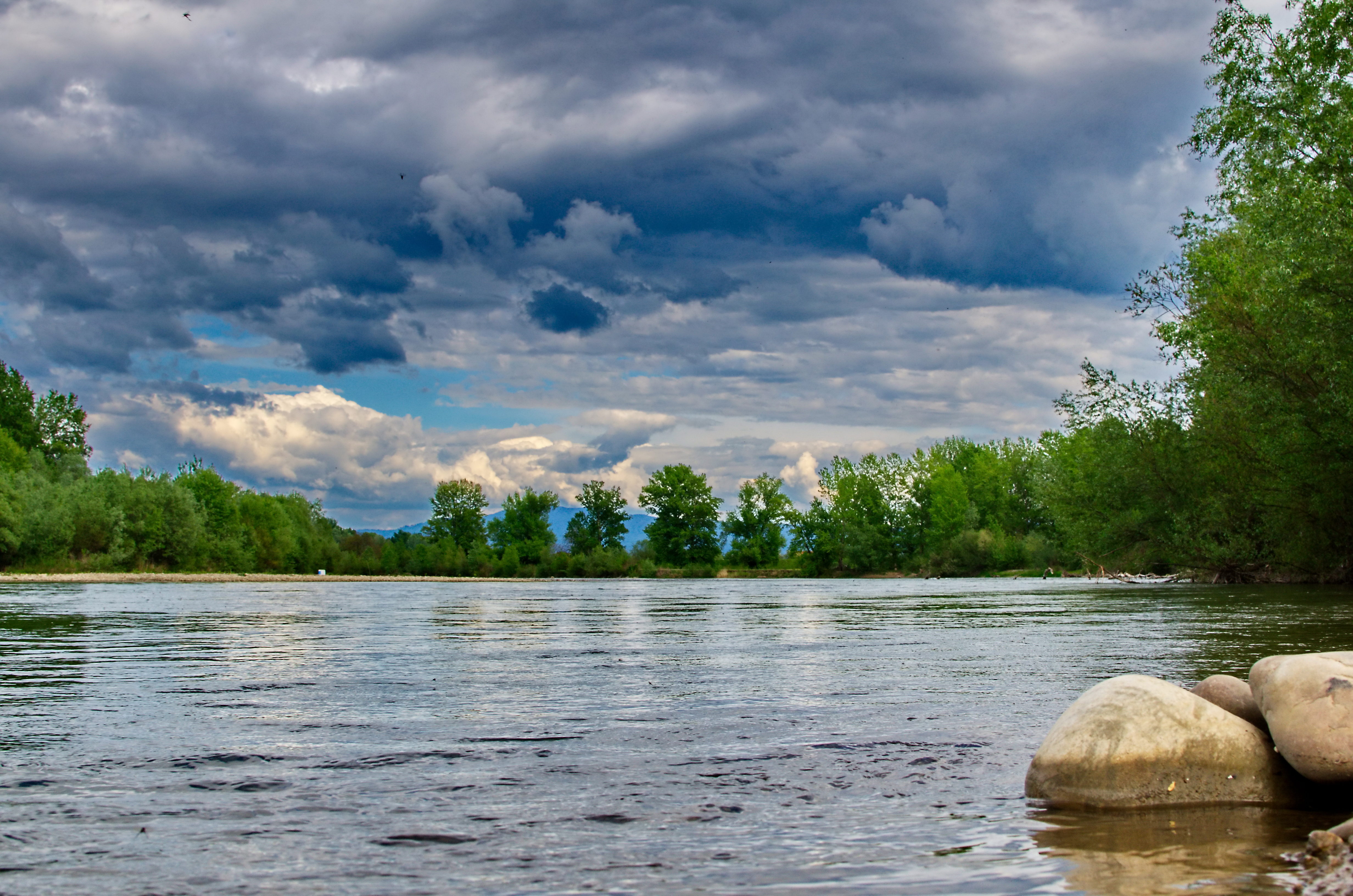
Берег Тиса
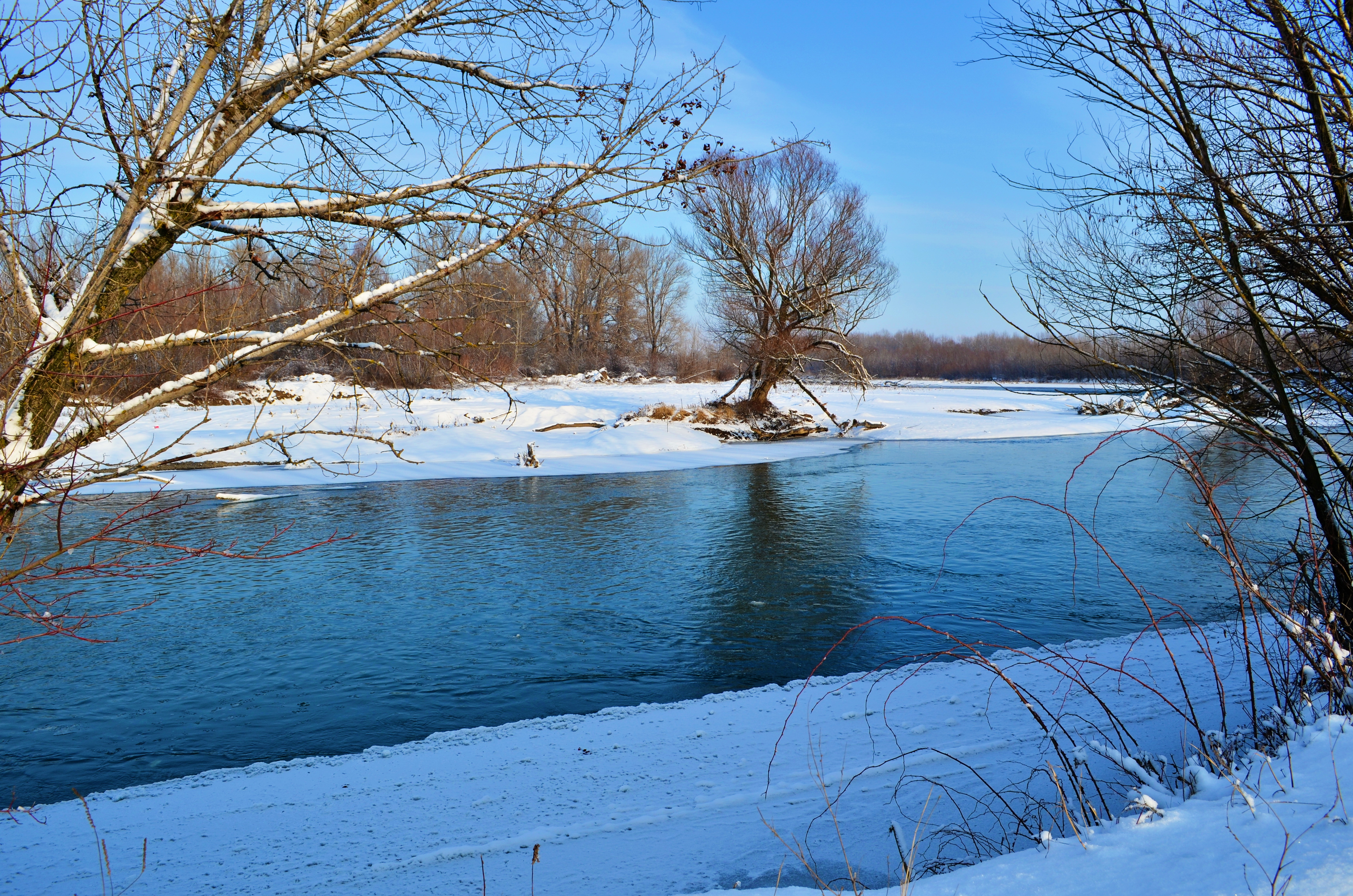
Берег Тиси взимку